# Donato Placido
Donato Placido (Ascoli Satriano, 5 settembre 1953) è un attore, scrittore, poeta drammaturgo italiano.

## Biografia
Fratello degli attori Michele Placido e Gerardo Amato .
Appassionato di scrittura e recitazione fin dalla giovanissima età, una volta completati gli studi superiori si è trasferito a Milano per frequentare l'Accademia del Piccolo Teatro.
Ha esordito in televisione nel 1977 nella miniserie televisiva Il fauno di marmo. L'esordio sul grande schermo lo ha avuto invece nel 1979 quando Tinto Brass lo ha scritturato per un ruolo nel suo film Caligola. 
In teatro ha lavorato, oltre che con il fratello Michele, con registi di vaglia come Luigi Squarzina, Giancarlo Cobelli, Maurizio Scaparro.

## Filmografia
- Il fauno di marmo, regia di Silverio Blasi (1977) - miniserie TV
- Caligola, regia di Tinto Brass (1979)
- Vampirismus, (1982)
- Poliziotti, regia di Giulio Base (1995)
- Ultimo - La sfida, regia di Michele Soavi (1999) - miniserie TV
- Prima del tramonto, regia di Stefano Incerti (1999)
- L'attentatuni - Il grande attentato, regia di Claudio Bonivento (2001) - miniserie TV
- L'ora di religione, regia di Marco Bellocchio (2002)
- Ore 2: calma piatta, regia di Marco Pontecorvo (2003)
- Ultimo - L'infiltrato, regia di Michele Soavi (2004) - miniserie TV
- Ovunque sei, regia di Michele Placido (2004)
- Don Matteo 4, registi vari (2004) - serie TV
- La omicidi, (2004)
- La stagione dei delitti, registi vari (2004) - serie TV
- Sospetti 3, registi vari (2004) - serie TV
- Romanzo criminale, regia di Michele Placido (2005)
- Gli occhi dell'amore, regia di Giulio Base (2005) - film TV
- Assunta Spina, regia di Riccardo Milani (2006) - miniserie TV
- Il mattino ha l'oro in bocca, regia di Francesco Patierno (2008)
- L'ultimo padrino, regia di Marco Risi (2008) - miniserie TV
- R.I.S. 4 - Delitti imperfetti, regia di Pier Belloni - serie TV, episodio 4x02 (2008)
- L'ispettore Coliandro 2, registi vari (2009) - serie TV
- Il grande sogno, regia di Michele Placido (2009)
- Crimini 2, ep. 7 "Bestie", regia di Andrea Manni (2010) - serie TV
- 7 minuti, regia di Michele Placido (2016)
- Gli infedeli, regia di Stefano Mordini (2020)
- L'ultimo Paradiso, regia di Rocco Ricciardulli (2021)

## Opere letterarie
Ha pubblicato le raccolte di poesia Anima Greca, Preghiere di tutti i giorni e Zenit (con Antonio G. D'Errico 2003), i romanzi L'incontro (con Antonio G. D'Errico), Spalle al muro (con Olga Matsyna per Giuseppe Laterza), il racconto Sperando e risperando. L'intuizione e il testo teatrale Colloqui di una sera coi muri (con Antonio G. D'Errico). Nel 2019, ha scritto il suo memoir Dio e il cinema. Una vita maledetta tra cielo e terra (con Antonio G. D'Errico) per Ferrari Editore